# Pieter Meulener
Pieter Meulener (* Februar 1602 in Antwerpen; † 27. November 1654 ebenda; auch Meulenaer oder Molenaer) war ein flämischer Schlachtenmaler.

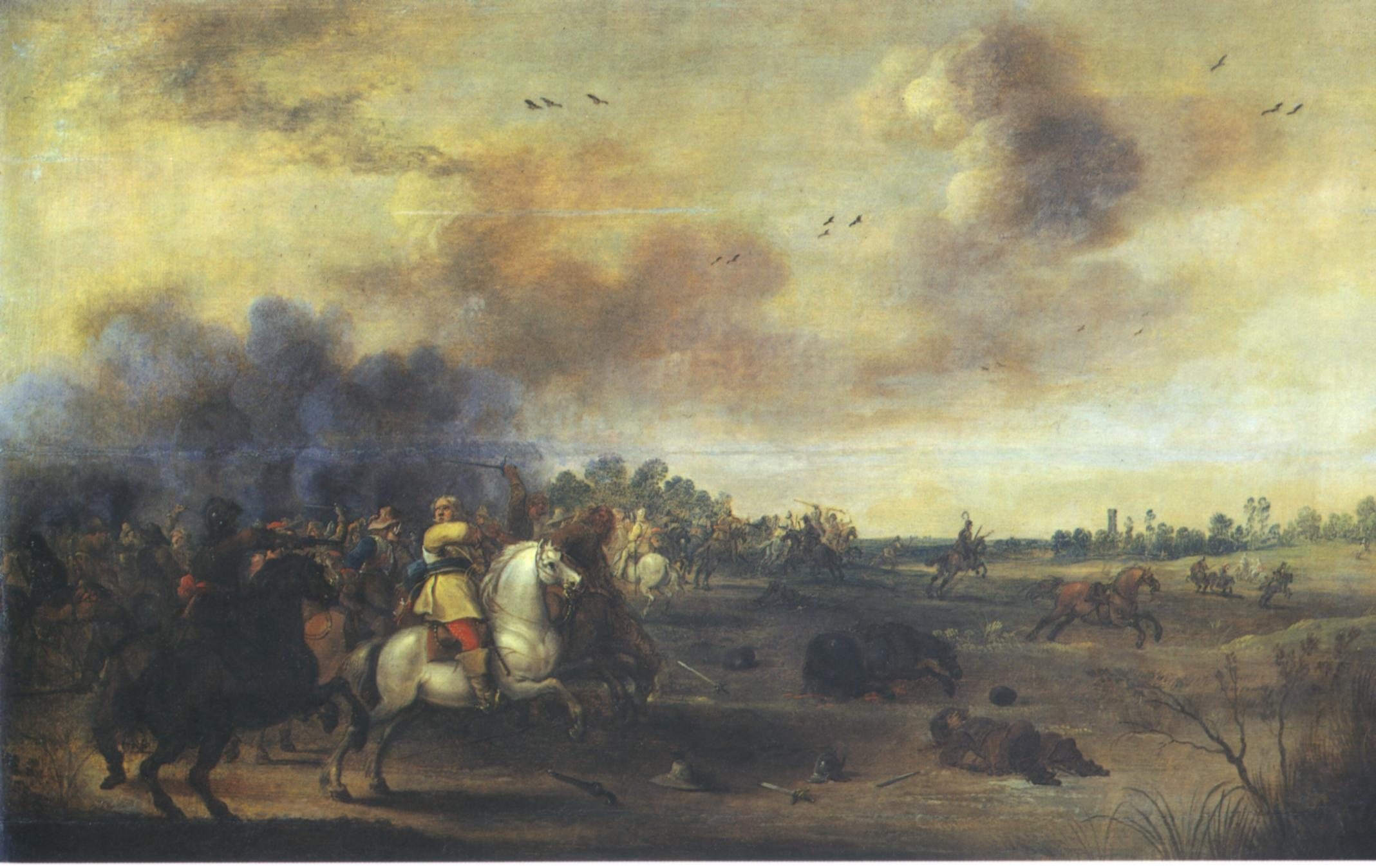
Gustav Adolf in der Schlacht bei Lützen

## Leben und Werk
Das genaue Geburtsdatum Meuleners ist unbekannt, das Datum der Taufe ist der 18. Februar 1602. Meulener war ein Schüler des Pieter Snayers und beschäftigte sich ausschließlich mit dekorativen oder narrativen Schlachtenbildern. Das Hauptthema in der Schlachtenmalerei Meuleners waren – seinen Lebensdaten entsprechend – Episoden und Szenen des Dreißigjährigen Krieges. In seinem Stil schloss er sich an den Kompositionsstil Pieter Snayers’ an, den dieser in seinen dekorativen Gemälden benutzte.

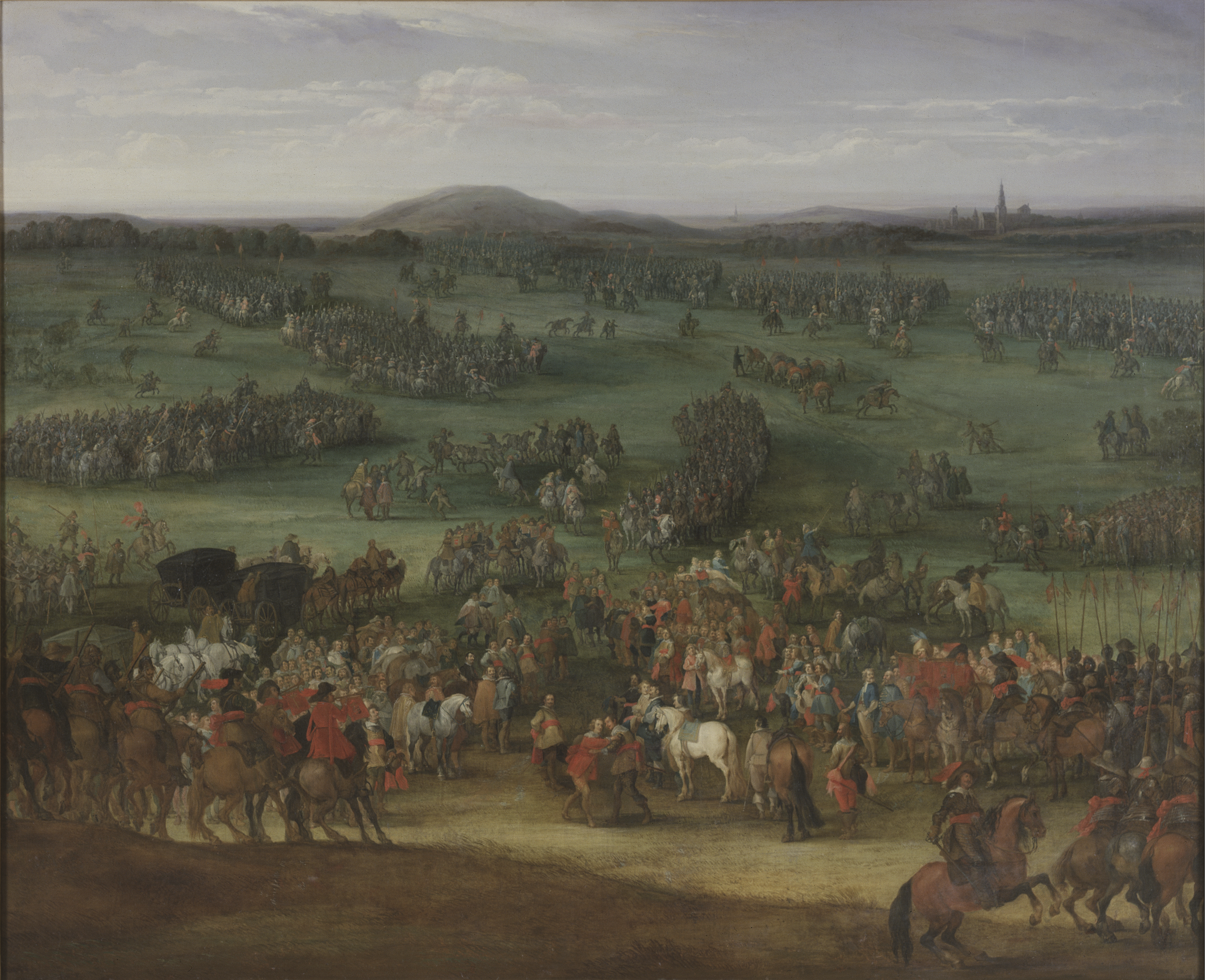
Die Schlacht bei Nördlingen

Er versuchte nie wie Snayers’ Schlachten im Panoramablick, also nach der Manier des topographisch-analytischen Schlachtenbildes, zu malen, sondern beschränkte sich auf die Schilderung des Kampfes in seiner generellen Form. In seiner Malweise ist der Pinselstrich ruhiger als von Snayers bekannt. Meulener malte meist Reitergefechte, die sich an bestimmten Stellen im Bild zu einem schweren Reitermelee verdichten. Seine Reiterkämpfe mit seinen etwas derben und wildbewegten Pferden sind in gelben oder grünen Tönen gehalten.

## Werke (Auszug)
- Der Tod Gustav Adolfs in der Schlacht bei Lützen. Öl auf Holz, 49 × 79 cm, Heeresgeschichtliches Museum Wien.[4]
- Reitergefecht zwischen Kaiserlichen und Schweden im Dreißigjährigen Krieg. Öl auf Holz, 37 × 67 cm, Heeresgeschichtliches Museum Wien.[5]
- Die Schlacht bei Nördlingen. Öl auf Leinwand, 148 × 183 cm, Schwedisches Nationalmuseum, Stockholm.
- Gefechtsszene, Öl auf Leinwand, 63,5 × 116,5 cm, Groninger Museum
- Kavallerie vor der Schlacht, Öl auf Holz, 50 × 92 cm, Nationalmuseum Warschau
- Ein Reitergefecht zur Zeit des Dreißigjährigen Krieges, Öl auf Holz, 37,6 × 64,3 cm[6]